# Hotel Accacio
O Hotel Accacio é um prédio histórico localizado no centro da cidade paulista de São Carlos e que, por sua importância, é declarado pela Fundação Pró-Memória de São Carlos como edificação de interesse histórico e cultural municipal. Foi fundado no ano de 1900 pelos imigrantes portugueses Eugênia Accacio (1854-1931) e seu filho Antonio Accacio (1875-1945). Sua clientela provinha da capital e de diversos pontos do Estado.

## Histórico
O Hotel Accacio foi fundado em 1900, pelos imigrantes portugueses Eugênia Accacio (1854-1931) e seu filho Antonio Accacio (1875-1945). Em 1919, o prédio foi reformado sob o comando de Olívio Accacio (1893-1985), outro filho de Eugênia, passando a dispor de 50 quartos com água encanada. Em 1934, foi inaugurado o restaurante Gruta Azul por conta da qualidade da sua cozinha. A partir de 1960, o hotel foi arrendado para uma rede hoteleira. Atualmente, a parte inferior do edifício (porões de pé-direito alto) está alugada para vários estabelecimentos comerciais, o que fez com que fossem bastante descaracterizados.

## Ecletismo em São Carlos
O Ecletismo chegou à cidade de São Carlos por conta da riqueza advinda do período cafeeiro e pela construção da ferrovia, a partir de 1884. Foi um período de expansão urbana do município. Além disso, grande número de trabalhadores imigrantes traziam consigo conhecimento de métodos construtivos europeus, que foram sendo incorporados às práticas construtivas locais. Construções em estilo Eclético eram símbolo de status social.

## Bem de interesse histórico
O Hotel Accacio foi reconhecido como "Edifício declarado de interesse histórico e cultural" (categoria 3) no inventário de bens patrimoniais do município de São Carlos, publicado em 2021 pela Fundação Pró-Memória de São Carlos (FPMSC), órgão público municipal responsável por "preservar e difundir o patrimônio histórico e cultural do Município de São Carlos".
| “ | Categoria 3: são edificações de especial interesse histórico-cultural, inscritas no Inventário de Bens Patrimoniais do Município, sendo proibida a demolição. Em caso de reformas nesses imóveis, devem ser preservadas a volumetria, fachadas e aberturas (portas e janelas), mediante aprovação do projeto pela Prefeitura Municipal, pela entidade e conselho municipal de defesa do patrimônio, e demais órgãos competentes, federais, estaduais e/ou municipais. | ” |
|   | |   |

A edificação também está na poligonal histórica delimitada pela Fundação, que "compreende a malha urbana de São Carlos da década de 40".